# الخلالعلي (ردفان)

تعديل مصدري - تعديل

الخلالعلي هي إحدى قرى عزلة الحبيلين بمديرية ردفان التابعة لمحافظة لحج، بلغ تعداد سكانها 263 نسمة حسب تعداد اليمن لعام 2004.